# Nemacheilus mooreh
Nemacheilus mooreh är en fiskart som först beskrevs av Sykes, 1839.  Nemacheilus mooreh ingår i släktet Nemacheilus och familjen grönlingsfiskar. IUCN kategoriserar arten globalt som livskraftig. Inga underarter finns listade i Catalogue of Life.